# Liberalitas
En la mitología romana, antigua personificación de la generosidad, adorada especialmente en época de cosecha para obtener una generosa cantidad de frutos. Era una de las compañeras de Liber y Libera.
Tenía una capilla en el templo de Júpiter en el Capitolio. Tan unida estaba a Júpiter, que uno de los sobrenombres del dios era precisamente Liberalitas.
- Datos: Q3173852
- Multimedia: Liberalitas / Q3173852